# 매스콘
매스콘(mass concentration, mascon)은 달 내부에서 중력이 유난히 큰 장소를 말한다. 달의 중력은 일정하지 않고 유난히 큰 장소가 있는데 이 때문에 달을 공전했던 루너오비터(1967) 등의 무인탐사선의 궤도가 불규칙하게 변했다. 예측하지 못한 가속이나 감속이 나타난 것이다. 그 원인을 규명하는 과정에서 '매스콘'의 존재가 드러났다.  루너 오비터 4·5호가 확인에 공을 세운 것이다.
매스콘은 총 10여 군데에서 발견되었다. 매스콘의 존재 이유와 관련해 운석설이 제기되었으나 지금은 밀도가 높은 현무암 등이 지하에 집적된 때문이라고 추정되고 있다. 달의 표면중력의 평균값은 162.3cm/sec2이고 표면에 걸리는 중력이상값은 평균값의 0.02~0.14%이다. 또한 매리너 9호의 궤도 분석을 통해 화성에도 매스콘이 존재한다는 것이 알려졌다.

## 같이 보기
- 중력이상